# Daniel Eberhard (Orientalist)
Daniel Eberhard (~ 13. Dezember 1668 in Alt-Strelitz; † 5. August 1710 in Riga) war ein deutsch-baltischer Orientalist.

## Leben
Daniel Eberhard wurde wahrscheinlich im mecklenburgischen Strelitz geboren. Seine Eltern waren der Prediger Augustin Eberhard und Anna Andreae.
Er absolvierte seine Schulbildung am Katharineum zu Lübeck, studierte dann ab 25. Juli 1687 an der Universität Greifswald Theologie, setzte sein Studium ab dem 2. Dezember 1690 an der Academia Gustaviana in Dorpat sowie ab dem 27. Juni 1691 an der Universität Wittenberg fort, bis er es schließlich 1692 als Magister der Philosophie abschloss. In den Jahren von 1692 bis 1694 war er dann Konrektor am Lyzeum in Riga.
Am 1. Januar 1694 vermählte er sich in Riga mit der Kaufmannstochter Maria thor Telt.
Er übernahm im selben Jahr die Diakon-Stelle an St. Johannis in Dorpat, wo er bis 1699 blieb. Von 1699 bis 1700 war er Professor der griechischen und orientalischen Sprachen an der Universität in Pernau. Hier hielt er am Inaugurationstag in Pernau die Predigt und eine Rede über die hebräische Sprache. Im Sommersemester 1700 war er ebd. Rektor, erhielt aber am 25. Mai 1701 seine Entlassung, da er vor den russischen Truppen nach Riga geflohen war. Hier fand er von 1702 bis zu seinem Tod Anstellung als Professor am Gymnasium in Riga. Er starb an der Pest.
Er hatte verschiedene Schriften veröffentlicht.